# Hesperapis trochanterata
Hesperapis trochanterata is een vliesvleugelig insect uit de familie Melittidae. De wetenschappelijke naam van de soort is voor het eerst geldig gepubliceerd in 1987 door Snelling.